# 优雅鸟属
优雅鸟属（学名：Kompsornis）为热河鸟科的一个属，生存在白堊紀早期的中國。

## 下属物种
本属包括以下物种：
- 长尾优雅鸟 Kompsornis longicaudus Wang, Huang, Kundrát, Cau, Liu, Wang & Ju, 2020[2]